# قائمة المنظمات العربية
هذه قائمة المنظمات التي تعمل في المنطقة العربية لرعاية ودعم الشؤون العربية الثقافية والعلمية والاقتصادية:

## منظمات ثقافية
- اتحاد إذاعات الدول العربية[1]
- الاتحاد العربي للشطرنج
- الاتحاد العربي لمعاهد الشباب[2]
- الاتحاد العام للغرف العربية[بحاجة لمصدر]

## منظمات اقتصادية
- المنظمة العربية للتنمية الصناعية والتعدين
- صندوق النقد العربي
- الهيئة العربية للتصنيع
- الاتحاد العربي للإسمنت ومواد البناء[بحاجة لمصدر]
- المنظمة العربية للتنمية الزراعية[3]
- المنظمة العربية للطيران المدني
- مجلس الوحدة الاقتصادية العربية – معاهدة صاغتها عدة دول عربية لإنشاء سوق عربية مشتركة. وقعت هذه المعاهدة عام 1997.
- مجلس التعاون لدول الخليج العربية – منظمة عربية تهتم بالتعاون الاقتصادي وتضم جميع دول الخليج العربي باستثناء العراق. العراق واليمن عضوان محتملا الانضمام للمنظمة مستقبلاً.[بحاجة لمصدر]
- أوابك
- المنظمة العربية للسياحة
- المنظمة العربية للتنمية الإدارية

## منظمات تعليمية
- الجامعة العربية المفتوحة
- اتحاد الجامعات العربية
- رابطة الجامعات العربية والأوروبية

## منظمات سياسية
- جامعة الدول العربية – منظمة تضم 22 عضواً ومراقبين اثنين، وتركز بشكل أساسي على القضايا السياسية وليس القضايا الاقتصادية والاجتماعية.
- البرلمان العربي
- اتحاد المغرب العربي – منظمة عربية صغيرة تضم كل من موريتانيا والمغرب والجزائر وتونس وليبيا. تأثرت المنظمة كثيراً بالصراع المستمر في الصحراء الغربية.

## منظمات علمية
- المنتدى العربي للبيئة والتنمية (AFED)[4][5][6][7]
- الاتحاد العربي لعلم الفلك وعلوم الفضاء[8][9]

## منظمات رياضية
- دورة الألعاب العربية
- الاتحاد العربي لكرة القدم (UAFA)

## مجالس الوزراء العرب
- وزراء الداخلية العرب
- وزراء الشؤون الاجتماعية العرب
- وزراء الشباب والرياضة العرب
- وزراء البيئة العرب
- وزراء الصحة

## منظمات أخرى
- منظمة المدن العربية